# Rick MacLeish
Richard George MacLeish, dit Rick MacLeish, (né le 3 janvier 1950 à Lindsay dans la province de l'Ontario au Canada et mort le 30 mai 2016 à Philadelphie aux États-Unis) est un joueur canadien de hockey sur glace professionnel à la retraite qui évoluait en position d'ailier gauche ou de centre. Au cours de sa carrière, il a remporté la coupe Stanley à deux reprises, en 1974 et en 1975, avec les Flyers de Philadelphie. Son frère aîné Dale MacLeish a également été un joueur de hockey sur glace professionnel.

## Statistiques en club
| Saison     | Équipe                  | Ligue      |     | Saison régulière | Saison régulière | Saison régulière | Saison régulière | Saison régulière |    | Séries éliminatoires | Séries éliminatoires | Séries éliminatoires | Séries éliminatoires | Séries éliminatoires |
| Saison     | Équipe                  | Ligue      | PJ  | B                | A                | Pts              | Pun              | PJ               | B  | A                    | Pts                  | Pun                  |                      |                      |
| 1966-1967  | Nationals de London     | AHO-Jr     | 2   | 0                | 0                | 0                | 0                | -                | -  | -                    | -                    | -                    |                      |                      |
| 1966-1967  | Petes de Peterborough   | AHO-Jr     | 8   | 0                | 0                | 0                | 0                | -                | -  | -                    | -                    | -                    |                      |                      |
| 1967-1968  | Petes de Peterborough   | AHO-Jr     | 54  | 24               | 25               | 49               | 16               | 5                | 2  | 1                    | 3                    | 0                    |                      |                      |
| 1968-1969  | Petes de Peterborough   | AHO-Jr     | 54  | 50               | 42               | 92               | 29               | 10               | 7  | 14                   | 21                   | 8                    |                      |                      |
| 1969-1970  | Petes de Peterborough   | AHO-Jr     | 54  | 45               | 56               | 101              | 135              | 6                | 4  | 4                    | 8                    | 10                   |                      |                      |
| 1970-1971  | Blazers d'Oklahoma City | LCH        | 46  | 13               | 15               | 28               | 93               | -                | -  | -                    | -                    | -                    |                      |                      |
| 1970-1971  | Flyers de Philadelphie  | LNH        | 26  | 2                | 4                | 6                | 19               | 4                | 1  | 0                    | 1                    | 0                    |                      |                      |
| 1971-1972  | Flyers de Philadelphie  | LNH        | 17  | 1                | 2                | 3                | 9                | -                | -  | -                    | -                    | -                    |                      |                      |
| 1971-1972  | Robins de Richmond      | LAH        | 42  | 24               | 11               | 35               | 33               | -                | -  | -                    | -                    | -                    |                      |                      |
| 1972-1973  | Flyers de Philadelphie  | LNH        | 78  | 50               | 50               | 100              | 69               | 10               | 3  | 4                    | 7                    | 2                    |                      |                      |
| 1973-1974  | Flyers de Philadelphie  | LNH        | 78  | 32               | 45               | 77               | 42               | 17               | 13 | 9                    | 22                   | 20                   |                      |                      |
| 1974-1975  | Flyers de Philadelphie  | LNH        | 80  | 38               | 41               | 79               | 50               | 17               | 11 | 9                    | 20                   | 8                    |                      |                      |
| 1975-1976  | Flyers de Philadelphie  | LNH        | 51  | 22               | 23               | 45               | 16               | -                | -  | -                    | -                    | -                    |                      |                      |
| 1976-1977  | Flyers de Philadelphie  | LNH        | 79  | 49               | 48               | 97               | 42               | 10               | 4  | 9                    | 13                   | 2                    |                      |                      |
| 1977-1978  | Flyers de Philadelphie  | LNH        | 76  | 31               | 39               | 70               | 33               | 12               | 7  | 9                    | 16                   | 4                    |                      |                      |
| 1978-1979  | Flyers de Philadelphie  | LNH        | 71  | 26               | 32               | 58               | 47               | 7                | 0  | 1                    | 1                    | 0                    |                      |                      |
| 1979-1980  | Flyers de Philadelphie  | LNH        | 78  | 31               | 35               | 66               | 28               | 19               | 9  | 6                    | 15                   | 2                    |                      |                      |
| 1980-1981  | Flyers de Philadelphie  | LNH        | 78  | 38               | 36               | 74               | 25               | 12               | 5  | 5                    | 10                   | 0                    |                      |                      |
| 1981-1982  | Whalers de Hartford     | LNH        | 34  | 6                | 16               | 22               | 16               | -                | -  | -                    | -                    | -                    |                      |                      |
| 1981-1982  | Penguins de Pittsburgh  | LNH        | 40  | 13               | 12               | 25               | 28               | 5                | 1  | 1                    | 2                    | 0                    |                      |                      |
| 1982-1983  | Penguins de Pittsburgh  | LNH        | 6   | 0                | 5                | 5                | 2                | -                | -  | -                    | -                    | -                    |                      |                      |
| 1982-1983  | EHC Kloten              | LNA        | 1   | 0                | 0                | 0                | 0                | -                | -  | -                    | -                    | -                    |                      |                      |
| 1983-1984  | Flyers de Philadelphie  | LNH        | 29  | 8                | 14               | 22               | 4                | -                | -  | -                    | -                    | -                    |                      |                      |
| 1983-1984  | Red Wings de Détroit    | LNH        | 25  | 2                | 8                | 10               | 4                | 1                | 0  | 0                    | 0                    | 0                    |                      |                      |
| Totaux LNH | Totaux LNH              | Totaux LNH | 846 | 349              | 410              | 759              | 434              | 114              | 54 | 53                   | 107                  | 38                   |                      |                      |

## Transactions en carrière
- 1er février 1971 : échangé aux Flyers de Philadelphie par les Bruins de Boston avec Danny Schock en retour de Mike Walton.
- 3 juillet 1981 : échangé aux Whalers de Hartford par les Flyers avec Blake Wesley, Don Gillen et les choix de première, deuxième et troisième rondes des Flyers lors du repêchage d'entrée 1982 (Paul Lawless, Mark Paterson et Kevin Dineen choisis) en retour de Ray Allison, Fred Arthur et les choix de première et troisième rondes des Whalers lors du repêchage d'entrée 1982 (Ron Sutter et Miroslav Dvořák choisis).
- 29 décembre 1981 : échangé aux Penguins de Pittsburgh par les Whalers en retour de Russ Anderson et le choix de huitième ronde des Penguins lors du repêchage d'entrée 1983 (Chris Duperron choisi).
- 6 octobre 1983 : signé par les Flyers comme agent libre.
- 8 janvier 1984 : échangé aux Red Wings de Détroit par les Flyers en retour de futures considérations.

## Titres et honneurs personnels
- Association de hockey de l'Ontario - Junior
  - Nommé dans la première équipe d'étoiles 1970

- Ligue nationale de hockey
  - Champion de la coupe Stanley 1974 et 1975 avec les Flyers de Philadelphie
  - Retenu pour le Match des étoiles 1976, 1977 et 1980

- Flyers de Philadelphie
  - Intronisé au temple de la renommée des Flyers en 1990